# لكل سينماه
لكل سينماه (بالفرنسية: Chacun son cinéma: une déclaim d'amour au grand écran) هو فيلم مختارات من الكوميديا والدراما الفرنسية لعام 2007 تم تكليفه للاحتفال بالذكرى الستين لمهرجان كان السينمائي. شارك فيه الكثير من المخرجين المُهمين منهم يوسف شاهين وعباس كيارستمي ورومان بولانسكي وثيو أنجيلوبولوس وديفيد لينش ولارس فون ترايير وكين لوتش وآكي كاوريسمكي وناني موريتي وزانج ييمو وأليخاندرو غونزاليز ووونغ كار واي وفيم فيندرز وتاكيشي كيتانو وهيساو-هايسن هو وجوس فان سانت وإيليا سليمان والأخوان داردين والأخوان كوين وديفد كروننبرغ وتساي مينغ-ليانغ وراؤول رويز ووالتر سالس وأندريه كونشالوفسكي.
الفيلم عبارة عن مجموعة من 34 فيلماً قصيراً، مدة كل منها 3 دقائق، من إخراج 36 مخرجاً مشهوداً. يمثل المخرجون خمس قارات و 25 دولة، وقد تمت دعوتهم للتعبير عن «حالتهم الذهنية في الوقت الحالي المستوحاة من مسرح السينما».
يقرأ العنوان الفرعي للفيلم «إعلان حب للشاشة الكبيرة». تشترك العديد من الأفلام القصيرة في مواضيع متشابهة، بما في ذلك تكريم السينما الفنية الأوروبية الكلاسيكية، وموت تجربة التصوير السينمائي، وذكريات عجائب الطفولة، وقوة نقل السينما، والأنشطة التي يتم إجراؤها أثناء عرض الفيلم، بما في ذلك التحدث والسرقة والبكاء وممارسة الجنس.

## وصلات خارجية
لكل سينماه على قاعدة بيانات الأفلام على الإنترنت